# 哈利路亞 (AAA單曲)
「哈利路亞」（ハレルヤ）是日本的音樂团体AAA的第5张单曲。2006年2月15日由avex trax发售。

## 概要
- 「哈利路亞」是TBS电视台電視劇「ガチバカ!」的片頭曲。
- 此單曲有2個版本，分別有「CD+DVD」和「CD ONLY」，收錄了「哈利路亞」的Music Clip。而Music Clip的舞蹈和雜技是毫無準備下一天內編排完成。
- 此曲也被收录在專輯「HAPPY!〜CLIMAX marriage best〜」，一张以結婚和恋愛，而且受喜爱的电视剧为中心，并且收集了在实际结婚典礼中也使用的乐曲的專輯。
- 在2月27日於公信榜單曲週排行榜取得第8位

## 收錄內容

### CD+DVD
CD
1. 哈利路亞
（作詞：菜穂 作曲・編曲：h-wonder）
2. 哈利路亞 (Instrumental)

DVD
1. 哈利路亞 (Music Clip)

### CD ONLY
1. 哈利路亞
2. 哈利路亞 (Instrumental)